# Front Leningradzki
Front Leningradzki (ros. Ленинградский фронт) – związek operacyjno-strategiczny Armii Czerwonej o kompetencjach administracyjnych i operacyjnych na zachodnim terytorium ZSRR, działający podczas wojny z Niemcami w czasie II wojny światowej. 

## Historia
Został sformowany 26 sierpnia 1941 z części wojsk Frontu Północnego (podzielony na Front Leningradzki i Front Karelski).
Front ten organizował obronę w rejonie Leningradu przeciw niemieckiej Grupie Armii Północ. Uczestniczył razem z Frontem Wołchowskim w operacji tichwińskiej w 1941. Latem 1942 wraz z Frontem Wołchowskim przeprowadził kilka operacji zaczepnych, które zażegnały groźbę decydującego uderzenia na Leningrad. 12-18 stycznia 1943 z Frontem Wołchowskim dokonał w operacji Iskra przełamania pozycji niemieckiej 18 Armii w rejonie Siniawina, co doprowadziło do deblokady Leningradu. Później z Frontem Wołchowskim i 2 Frontem Nadbałtyckim uczestniczył w operacji leningradzko-nowogrodzkiej w 1944 r. zakończonej odrzuceniem wojsk niemieckich spod Leningradu. Razem z Frontem Karelskim uczestniczył w operacji karelskiej zakończonej podpisaniem 19 września 1944 przez Finlandię zawieszenia broni w wojnie z ZSRR. Między 10 lipca a 22 października 1944 wraz z Frontami: 1, 2 i 3 Nadbałtyckim prowadził działania zaczepne przeciwko niemieckiej Grupie Armii Północ, w wyniku których wojska ZSRR zajęły Estonię, Łotwę i Litwę.

## Dowództwo frontu
Dowódcy:
- gen. por. Markian Popow – do 5 września 1941
- marszałek Klimient Woroszyłow – do 12 września 1941
- gen. armii Gieorgij Żukow – do 7 października 1941
- gen. mjr Iwan Fiediuninski – do 26 października 1941
- gen. por. Michaił Chozin – 9 czerwca 1942
- gen. por. (od 15 stycznia 1943 gen. płk, od 17 listopada 1943 gen. armii, od 18 czerwca 1944 marszałek) Leonid Goworow[2].

Szefowie sztabu:
- gen. por. D. Gusiew[2]

## Struktura organizacyjna
Skład w 1944 roku:
- 2 Armia Uderzeniowa
- 23 Armia
- 42 Armia
- 55 Armia[1]
- 13 Armia Lotnicza[2]